# أذاخر
أَذَاخِر هو موضعٌ تاريخيٌّ بالقرب من مكَّة. اكتسب أهميته كونه الطريق الذي دخل منه النبي محمد إلى مكة عند فتحها سنة 8 هـ / 630م.

## التسمية
أشار ياقوت الحموي إلى أن اسم أذاخر هو على صيغة جمع الجمع، قياسًا على وزن أراهط (جمع أرهط)، حيث يُقال: ذُخْر وأَذْخُر وأَذاخِر.

## التاريخ
نُقل عن ابن إسحاق أن النبي محمد  عندما وصل مكة عام الفتح، دخل من طريق أذاخر حتى نزل بأعلى مكة، وضُربت قبَّته فيها.

### فهرس المنشورات
1. 1 2 3  الحموي (1977)، ج. 1، ص. 127.

### معلومات المنشورات كاملة
الكتب مرتبة حسب تاريخ النشر
- ياقوت الحموي (1977)، معجم البلدان (ط. 1)، بيروت: دار صادر، OCLC:1014032934، QID:Q114913343